# Skyscraper
Skyscraper és una pel·lícula de thriller d'acció nord-americana del 2018 escrita i dirigida per Rawson Marshall Thurber. Produïda per Legendary Pictures, Seven Bucks Productions i FlynnPictureCo., el film és protagonitzada per Dwayne Johnson en el paper principal, Neve Campbell, Chin Han, Roland Møller, Noah Taylor, Byron Mann, Pablo Schreiber i Hannah Quinlivan. Ha estat subtitulada al català.

## Sinopsi
William Swayer, antic líder de l'Equip de Rescat d'Ostatges del FBI i veterà de guerra de l'exèrcit dels Estats Units, ara s'encarrega d'avaluar la seguretat dels gratacels. Durant un viatge de treball a la Xina, es veu incriminat a l'incendi de l'edifici més alt i segur del món. Perseguit i a la fuga, Will haurà de trobar els que li han estès el parany, netejar el seu nom i rescatar la seva família, atrapada a l'interior del gratacel.

## Producció
El 26 de maig de 2016, es va anunciar que Legendary Entertainment havia guanyat la guerra per la pel·lícula d'acció i aventura Skyscraper, que Dwayne Johnson protagonitzaria. Rawson Marshall Thurber seria el guionista, director i productor, Beau Flynn produiria la pel·lícula amb la seva companyia Flynn Picture Company, i Johnson ho faria amb la seva, Seven Bucks Productions, mentre que 20th Century Fox tindria els drets de distribució. El 22 de juny de 2017, es va reportar que Neve Campbell havia signat per actuar al costat de Johnson, qui interpretaria un antic líder de l'Equip de Rescat d'Ostatges del FBI, un veterà de guerra i ara cap de seguretat de gratacels. Al juliol de 2017, Chin Han i Pablo Schreiber es van unir a la pel·lícula. A l'agost de 2017, Byron Mann i Hannah Quinlivan es van unir, i uns dies després, Variety va confirmar que Noah Taylor seria també part de la pel·lícula. El 22 d'agost de 2017, Roland Møller es va unir a la pel·lícula per a un paper principal.
El rodatge va començar el 14 d'agost de 2017 a Vancouver, Colúmbia Britànica.

## Música
Steve Jablonsky va compondre la banda sonora de la pel·lícula que utilitza elements de guitarres, bateria sintetitzada i orquestra tradicional. Es va publicar digitalment el 13 de juliol de 2018 per Milan Records i físicamnet el 3 d'agost de 2018. El cantant i compositor britànic Jamie N Commons va interpretar la cançó "Walls" que apareix als crèdits finals de la pel·lícula.